# Lucien Choury
Lucien Choury (Courbevoie, 26 maart 1898 - Neuilly-sur-Seine, 6 mei 1987) was een Frans wielrenner.
Choury werd in 1924 in eigen land samen met Jean Cugnot olympisch kampioen op het tandem.

## Resultaten
| Jaar | WK | Olympische Zomerspelen           |
| ---- | -- | -------------------------------- |
| 1924 |    | tandem · 4e ploegenachtervolging |

1908: André Auffray & Maurice Schilles ·
1920: Thomas Lance & Harry Ryan ·
1924: Jean Cugnot & Lucien Choury ·
1928: Daan van Dijk & Bernard Leene ·
1932: Louis Chaillot & Maurice Perrin ·
1936: Carl Lorenz & Ernst Ihbe ·
1948: Renato Perona & Ferdinando Terruzzi ·
1952: Russell Mockridge & Lionel Cox ·
1956: Anthony Marchant & Ian Browne ·
1960: Giuseppe Beghetto & Sergio Bianchetto ·
1964: Sergio Bianchetto & Angelo Damiano ·
1968: Pierre Trentin & Daniel Morelon ·
1972: Igor Zjelovalnikov & Vladimir Semenets
- Bibliothèque nationale de France: cb16985544d (data)
- Virtual International Authority File: 317032892